# Indonezyjska Partia Demokratyczna
Indonezyjska Partia Demokratyczna (indonez. Partai Demokrasi Indonesia) – jedna z trzech legalnie działających partii (de facto będąca partią satelicką w stosunku do Golkar) podczas okresu Nowego Ładu (tj. dyktatorskich rządów gen. Suharto w Indonezji).

## Historia
Po wyborach w 1971 roku, administracja Suharto w celu ułatwienia kontroli nad wszelkimi partiami opozycyjnymi, wprowadziła dla nich obowiązek zrzeszenia się w ramach jednej z dwóch koalicji politycznych (o profilu religijnym oraz sekularnym). W marcu 1970 roku, Indonezyjska Partia Narodowa wraz z Partią Murba, Ligą Zwolenników Niepodległości Indonezji, Partią Katolicką oraz Indonezyjską Partią Chrześcijańską weszły w skład Demokratycznej Grupy Rozwoju (Kelompok Persatuan Pembangunan). Dwa lata później ugrupowanie koalicyjne zostało przekształcone w partię polityczną. 10 stycznia 1973 roku, członkowie Demokratycznej Grupy Rozwoju utworzyli Indonezyjską Partię Demokratyczną.

## Frakcje w ugrupowaniu
Od samego początku widoczna była daleko idąca ideologiczna polaryzacja w ugrupowaniu wynikająca z faktu, iż partię tworzące PDI wywodziły się z różnych tradycji politycznych. Największa z nich, Indonezyjska Partia Narodowa, odwoływała się w swoich działaniach politycznych do idei prezydenta Sukarno. Liga Zwolenników Niepodległości Indonezji była ugrupowaniem jawnie antykomunistycznym i wspierających "Nowy Ład". To z kolei kontrastowało z poglądami przedstawicieli Partii Murba, łączącymi marksizm z ideami narodowowyzwoleńczymi. Podział na frakcje widoczny był również na gruncie religijnym w przypadku starć pomiędzy partiami reprezentującymi mniejszości religijne, Partią Katolicką (reprezentującą indonezyjskich katolików) oraz Indonezyjską Partią Chrześcijańską (zrzeszającą protestantów).

## Podział w partii
Wraz ze słabnięciem władzy Suharto, coraz bardziej widoczne były podziały funkcjonujące w PDI. Ugrupowanie podczas kolejnych wyborów cieszyło się najmniejszym poparciem spośród trzech legalnie istniejących partii politycznych.
W 1993 roku podczas kongresu PDI, córka prezydenta Sukarno – Megawati Soekarnoputri została wybrana nową przewodniczącą ugrupowania, zastępując rządzącego partią od 1986 roku Suryadiego. Rząd w obawie przed rosnącą popularnością Soekarnoputri, nie zaakceptował wyboru i zadecydował o organizacji nowych wyborów, lobbując wyraźnie za kandydaturą lojalnego wobec władzy Budi Harjono. Pomimo wysiłków kongres zadecydował ponownie o wyborze Soekarnoputri.
W czerwcu 1996 roku, zorganizowano kolejne wybory na przewodniczącego partii. Ze względu na naciski rządowe oraz funkcjonariuszy partyjnych lojalnych wobec Suharto, na kongres organizowany w Medanie nie zaproszono Megawati Soekarnoputri. Suryadi został ponownie wybrany na przewodniczącego PDI. Soekarnoputri nie uznała jego wyboru i w dalszym ciągu uważała się za liderkę ugrupowania. Jej zwolennicy zaś zabarykadowali się w siedzibie partii w Dżakarcie domagając się kolejnych wyborów. 27 czerwca 1996 roku zwolennicy Suryadiego wraz z pomocą sił rządowych zaatakowali siedzibę partii. Ostatecznie zwolennicy Soekarnoputri utrzymali budynek kontynuując jego okupację.
Okres dwuwładzy w partii widoczny był podczas wyborów do indonezyjskiej Izby Reprezentantów w  1997 roku, kiedy to Soekarnoputri wraz z jej frakcją nawoływali do oddania głosu na Zjednoczoną Partię na rzecz Rozwoju.
W październiku 1998 roku, po upadku władzy Suharto, Soekarnoputri wraz ze swoją frakcją utworzyła Demokratyczną Partię Indonezji – Walka (PDI-P).

## Wybory w 1999 roku i rozpad
W wyborach parlamentarnych w 1999 roku, PDI zdobyła jedynie 0,62% ogółu oddanych głosów podczas gdy kierowana przez Soekarnoputri PDI-P wygrała wybory z wynikiem 33,74%. Fakt ten oznaczał nieuchronny rozpad ugrupowania. W 2003 roku członkowie PDI założyli Indonezysjką Partię Demokratyczną Awangarda, która w kolejnych wyborach nie uzyskała żadnego mandatu w indonezyjskim parlamencie.